# Nemoura matangshanensis
Nemoura matangshanensis är en bäcksländeart som beskrevs av Wu, C.F. 1935. Nemoura matangshanensis ingår i släktet Nemoura och familjen kryssbäcksländor. Inga underarter finns listade i Catalogue of Life.